# Futbol'nyj Klub Kramators'k
Il Futbol'nyj Klub Kramators'k (in ucraino Футбольний клуб Краматорськ?, traslitterazione anglosassone FK Kramatorsk), è una società calcistica ucraina con sede nella città di Kramators'k. Milita nella Perša Liha, la seconda serie del campionato ucraino.
Fondato nel 1955, disputa le partite interne nello Stadio Prapor di Kramators'k, impianto da 6.000 posti.

## Cronistoria del nome
- 1955: Fondato come Avanhard Kramators'k
- 2021: rinominato in Kramators'k

## Palmarès

### Altri piazzamenti
- Druha Liha: 1

Secondo posto: 2011-2012

## Organico

### Rosa 2021-2022
| N. |                    | Ruolo | Calciatore                  |
| -- | ------------------ | ----- | --------------------------- |
| 3  | Ucraina (bandiera) | D     | Dmytro Khovbosha (capitano) |
| 8  | Ucraina (bandiera) | D     | Ruslan Zubkov               |
| 9  | Ucraina (bandiera) | A     | Maksym Yermolenko           |
| 10 | Ucraina (bandiera) | C     | Yevhen Troyanovskyi         |
| 12 | Ucraina (bandiera) | P     | Mykyta Yakubenko            |
| 13 | Ucraina (bandiera) | D     | Artem Kozlov                |
| 14 | Ucraina (bandiera) | C     | Denys Pidruchnyi            |
| 15 | Ucraina (bandiera) | D     | Danylo Safonov              |
| 17 | Ucraina (bandiera) | C     | Yehor Hunichev              |
| 19 | Ucraina (bandiera) | C     | Mykyta Kukanov              |
| 22 | Ucraina (bandiera) | D     | Vladyslav Lyesunov          |
| 24 | Ucraina (bandiera) | C     | Herman Khoruzhyi            |

| N. |                    | Ruolo | Calciatore          |
| -- | ------------------ | ----- | ------------------- |
| 25 | Ucraina (bandiera) | C     | Kyrylo Duchev       |
| 30 | Ucraina (bandiera) | C     | Arsentiy Doroshenko |
| 33 | Ucraina (bandiera) | P     | Artem Pospyelov     |
| 43 | Ucraina (bandiera) | D     | Oleksandr Sukharov  |
| 71 | Ucraina (bandiera) | P     | Mykhaylo Abramov    |
| 77 | Ucraina (bandiera) | C     | Pavlo Pokhytaylo    |
| 97 | Ucraina (bandiera) | D     | Vladyslav Savin     |
|    | Ucraina (bandiera) | D     | Maksym Ahapov       |
|    | Ucraina (bandiera) | D     | Pavlo Myahkov       |
|    | Ucraina (bandiera) | C     | Marat Daudov        |